# René Dereuddre
René Dereuddre (22 de juny de 1930 - 16 d'abril de 2008) fou un futbolista francès.

## Selecció de França
Va formar part de l'equip francès a la Copa del Món de 1954. Posteriorment fou entrenador.